# Peter Hellmann
Peter Hellmann (* 8. Dezember 1974) ist ein ehemaliger deutscher Eishockeytorwart, der unter anderem für den Iserlohner EC in der zweithöchsten deutschen Spielklasse aktiv war.

## Karriere
Peter Hellmann begann seine Karriere im Nachwuchs des ECD Iserlohn und debütierte während der Saison 1991/92 als 16-Jähriger bei dessen Nachfolgeverein ECD Sauerland in der 2. Bundesliga Nord. Nach der Insolvenz des ECD wurde 1994 mit dem Iserlohner EC ein neuer Verein gegründet und Hellmann gehörte zum Kader der in der 2. Liga Nord spielenden Mannschaft. Gleich in der ersten Saison gelang den Iserlohnern der Aufstieg in die 1. Liga Nord. Im Jahre 1998 gelang Hellmann mit dem Iserlohner EC die Qualifikation für die neugeschaffene zweitklassige Bundesliga, die ein Jahr später in 2. Bundesliga umbenannt werden sollte.
Im Jahre 2000 stieg der Iserlohner EC unter dem Teamnamen Iserlohn Roosters in die Deutsche Eishockey Liga (DEL) ein. Peter Hellmann hingegen wechselte zum Herforder EC in die drittklassige Oberliga Nord. Am Saisonende mussten die Herforder ihre Mannschaft aus finanziellen Gründen zurückziehen und Peter Hellmann beendete seine Karriere.